# Gochang

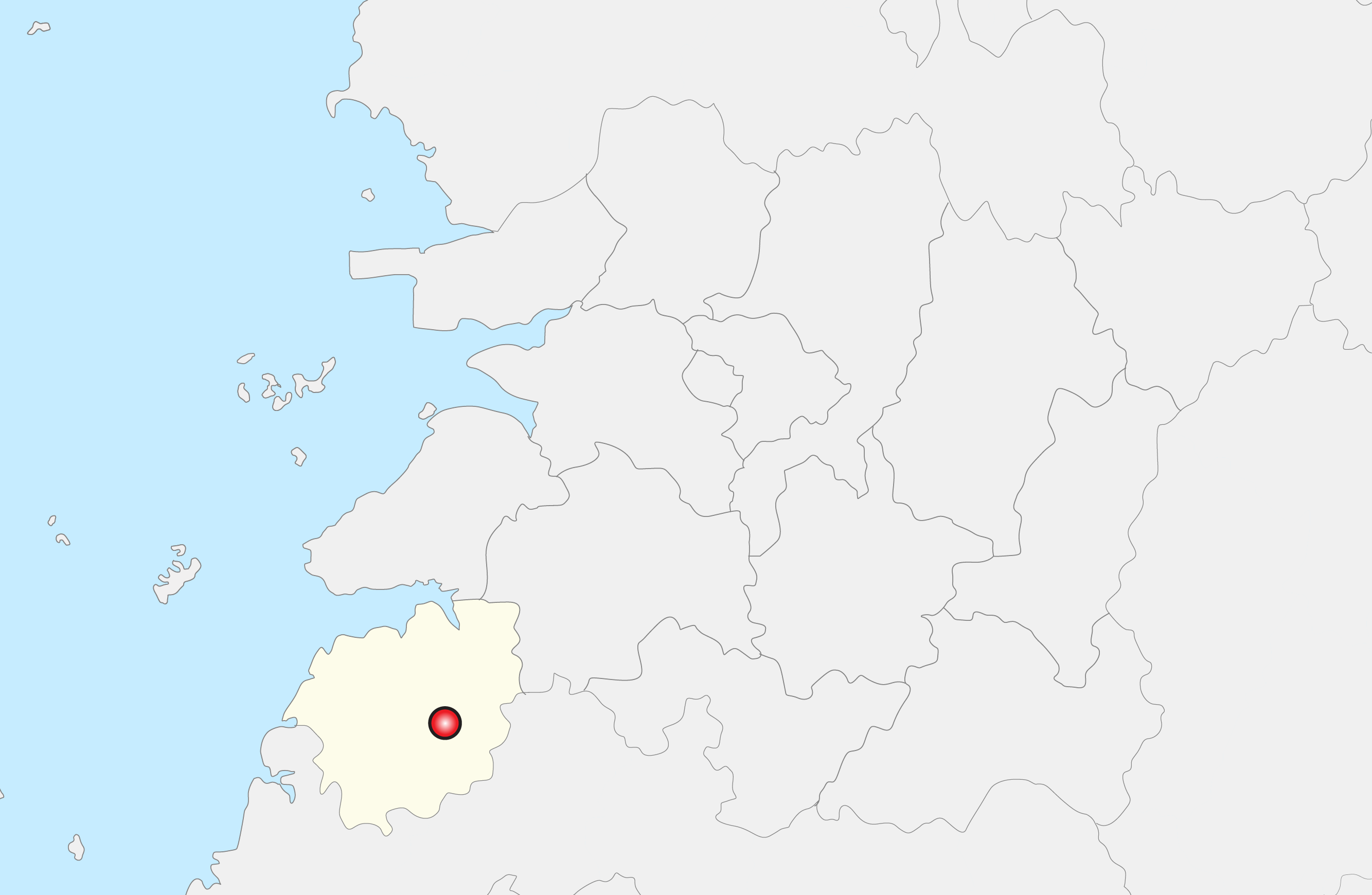
Ligging Gochang in de provincie Jeollabuk-do

Het district Gochang (Koreaans: 고창군, Gochang-gun) bevindt zich in de Zuid-Koreaanse provincie Jeollabuk-do en grenst aan de Gele Zee. De bestuurlijke hoofdplaats is de stad Gochang-eup.

## Administratieve indeling
- Gochang-eup (고창읍)
- Gosu-myeon (고수면)
- Asan-myeon (아산면)
- Mujang-myeon (무장면)
- Gong-eum-myeon (공음면)
- Sangha-myeong (상하면)
- Haeri-myeon (해리면)
- Seongsong (성송면)
- Daesan-myeon (대산면)
- Simwon-myeon (심원면)
- Heungdeok-myeon (흥덕면)
- Seongnae-myeon (성내면)
- Sillim-myeon (신림면)
- Buan-myeon (부안면)

## Bezienswaardigheden
In dit district bevinden zich de hunebedden van Gochang, die in het jaar 2000 opgenomen zijn in de lijst van Werelderfgoed van de UNESCO. In één vallei liggen 447 verschillende dolmen verspreid.
In 1979 werd rond de berg Seonunsan (hoogte 336 m) een park aangelegd waarin zich de - in het jaar 577 gebouwde - tempel Seonunsa bevindt.
In het oosten van Gochang staat het in 1453 voltooide fort Gochangeupseong, dat door een 1684 m lange muur omringd is.

## Symbolen
Ieder Zuid-Koreaans district heeft zijn eigen symbolen. Voor Gochang zijn dat:
- Boom: grove den
- Bloem: Camellia
- Vogel: witte duif